# Chimarra tamsi
Chimarra tamsi är en nattsländeart som beskrevs av Martin E. Mosely 1936. Chimarra tamsi ingår i släktet Chimarra och familjen stengömmenattsländor. Inga underarter finns listade i Catalogue of Life.